# Kawasaki e-1
La Kawasaki e-1 è la prima motocicletta elettrica prodotta della casa motociclistica giapponese Kawasaki a partire dal 2023.

## Profilo e tecnica

### Contesto
Kawasaki ha fatto debuttare il suo primo prototipo di motocicletta elettrica chiamato "Endeavour" all'EICMA 2019. Il prototipo, mostrato alla rassegna meneghina, aveva una potenza massima e continua dichiarata rispettivamente di 20 e 10 kW (27 e 13 CV), con un'autonomia stimata di 100 km; approssimativamente la moto era simile nelle dimensioni e peso alla Ninja 650, con una massa a vuoto di 220 kg. Inoltre il prototipo è dotato di un cambio a quattro velocità, trasmissione a catena e frenata rigenerativa. I documenti depositati sui brevetti indicano che il prototipo era già in fase di sviluppo dal 2010.

### Descrizione
La e-1 è la prima motocicletta elettrica di serie prodotta dall'azienda. Kawasaki ne ha presentato il prototipo nell'agosto 2022 alla 8 Ore di Suzuka. Disponibile in due versioni, la e-1 riprende lo stile e la carenatura dalle moto con motore a benzina Kawasaki Z 400 e Ninja 400, mentre freni e ruote sono presi dalle vecchie Kawasaki Z300 e Kawasaki Ninja 300.
Poiché l'e-1 utilizza un cambio monomarcia, non sono presenti ne frizione ne pedale del cambio; tuttavia, il freno posteriore è azionato da un classico pedale, anziché da una leva posta a sinistra del manubrio come per gli scooter. La potenza continua erogata dal motore elettrico è di 9 kW (12 CV), limitata per conformarsi ai requisiti della patente di guida A1 (ovvero quella con cilindrata massima di 125 cc) dei mercati europei.
Sono presenti due slot per altrettante batterie rimovibili, ciascuna con una capacità di 1,5 kWh e del tipo agli ioni di litio che pesano circa 12 kg ciascuna.

## Caratteristiche tecniche
| Caratteristiche tecniche - Kawasaki e-1 | Caratteristiche tecniche - Kawasaki e-1                                                            | Caratteristiche tecniche - Kawasaki e-1                                                            | Caratteristiche tecniche - Kawasaki e-1                                                            | Caratteristiche tecniche - Kawasaki e-1                                                            | Caratteristiche tecniche - Kawasaki e-1                                                            |
| Dimensioni e pesi                       | Dimensioni e pesi                                                                                  | Dimensioni e pesi                                                                                  | Dimensioni e pesi                                                                                  | Dimensioni e pesi                                                                                  | Dimensioni e pesi                                                                                  |
| --------------------------------------- | -------------------------------------------------------------------------------------------------- | -------------------------------------------------------------------------------------------------- | -------------------------------------------------------------------------------------------------- | -------------------------------------------------------------------------------------------------- | -------------------------------------------------------------------------------------------------- |
| Interasse: 1370 mm                      | Interasse: 1370 mm                                                                                 | Massa a vuoto:                                                                                     | Massa a vuoto:                                                                                     | Serbatoio:                                                                                         | Serbatoio:                                                                                         |
| Meccanica                               | | | | | |
| Tipo motore:                            | Tipo motore:                                                                                       | Tipo motore:                                                                                       | Tipo motore:                                                                                       | Raffreddamento: ad aria                                                                            | Raffreddamento: ad aria                                                                            |
| Potenza: 9 kW (12 CV)                   | Potenza: 9 kW (12 CV)                                                                              | Coppia:                                                                                            | Coppia:                                                                                            | Rapporto di compressione:                                                                          | Rapporto di compressione:                                                                          |
| Frizione:                               | Frizione:                                                                                          | Frizione:                                                                                          | Cambio: monomarcia                                                                                 | Cambio: monomarcia                                                                                 | Cambio: monomarcia                                                                                 |
| Accensione                              | elettronica                                                                                        | elettronica                                                                                        | elettronica                                                                                        | elettronica                                                                                        | elettronica                                                                                        |
| Trasmissione                            | a catena                                                                                           | a catena                                                                                           | a catena                                                                                           | a catena                                                                                           | a catena                                                                                           |
| Avviamento                              | elettrico                                                                                          | elettrico                                                                                          | elettrico                                                                                          | elettrico                                                                                          | elettrico                                                                                          |
| Ciclistica                              | | | | | |
| Telaio                                  | a diamante con tubi in acciaio                                                                     | a diamante con tubi in acciaio                                                                     | a diamante con tubi in acciaio                                                                     | a diamante con tubi in acciaio                                                                     | a diamante con tubi in acciaio                                                                     |
| Sospensioni                             | Anteriore: forcella telescopica / Posteriore: uni-Trak con ammortizzatore a gas e molla regolabile | Anteriore: forcella telescopica / Posteriore: uni-Trak con ammortizzatore a gas e molla regolabile | Anteriore: forcella telescopica / Posteriore: uni-Trak con ammortizzatore a gas e molla regolabile | Anteriore: forcella telescopica / Posteriore: uni-Trak con ammortizzatore a gas e molla regolabile | Anteriore: forcella telescopica / Posteriore: uni-Trak con ammortizzatore a gas e molla regolabile |
| Freni                                   | Anteriore: disco singolo / Posteriore: disco singolo a margherita                                  | Anteriore: disco singolo / Posteriore: disco singolo a margherita                                  | Anteriore: disco singolo / Posteriore: disco singolo a margherita                                  | Anteriore: disco singolo / Posteriore: disco singolo a margherita                                  | Anteriore: disco singolo / Posteriore: disco singolo a margherita                                  |
| Pneumatici                              | Anteriore: 100/80R-17; Posteriore: 150/60–17F                                                      | Anteriore: 100/80R-17; Posteriore: 150/60–17F                                                      | Anteriore: 100/80R-17; Posteriore: 150/60–17F                                                      | Anteriore: 100/80R-17; Posteriore: 150/60–17F                                                      | Anteriore: 100/80R-17; Posteriore: 150/60–17F                                                      |
| Fonte dei dati:                         | | | | | |